# Pseudomyrmex subtilissimus
Pseudomyrmex subtilissimus är en myrart som först beskrevs av Carlo Emery 1890.  Pseudomyrmex subtilissimus ingår i släktet Pseudomyrmex och familjen myror. Inga underarter finns listade i Catalogue of Life.